# Teppichseite

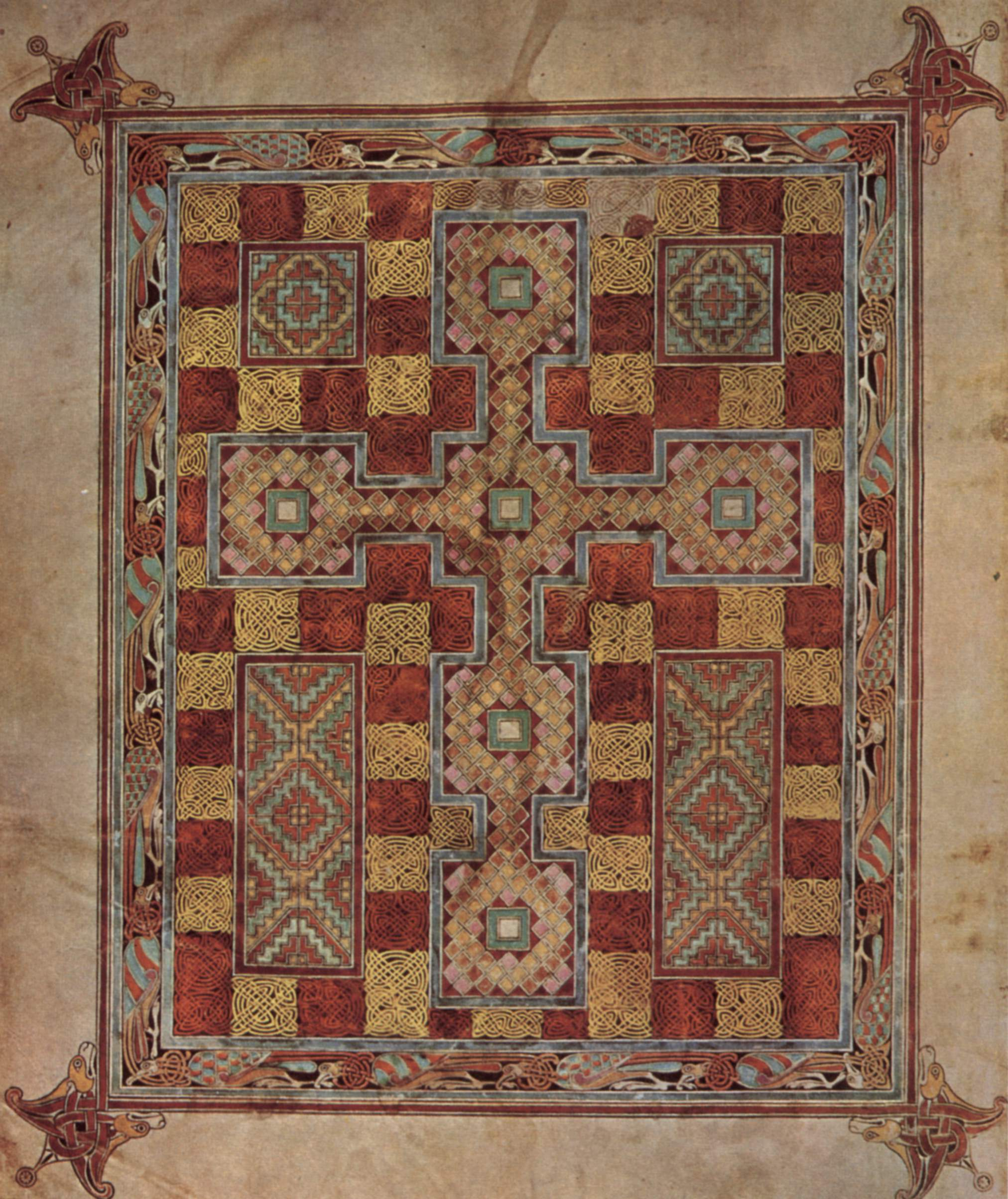
Evangeliar von Lindisfarne

Teppichseite ist die Bezeichnung für ein gestaltetes Deckblatt in mittelalterlichen christlichen, jüdischen und muslimischen Handschriften.
Es war meist mit ornamentalen Mustern versehen, in späteren Jahrhunderten auch mit der Darstellung einer Person (Theodor-Evangeliar).  
Eine Teppichseite befand sich meist am Beginn eines Abschnitts der Handschrift, zum Beispiel in Evangeliaren vor jedem Evangelium.

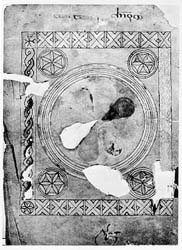
Orosius-Manuskript, 7. Jhd., ältestes erhaltenes christliches Teppichblatt
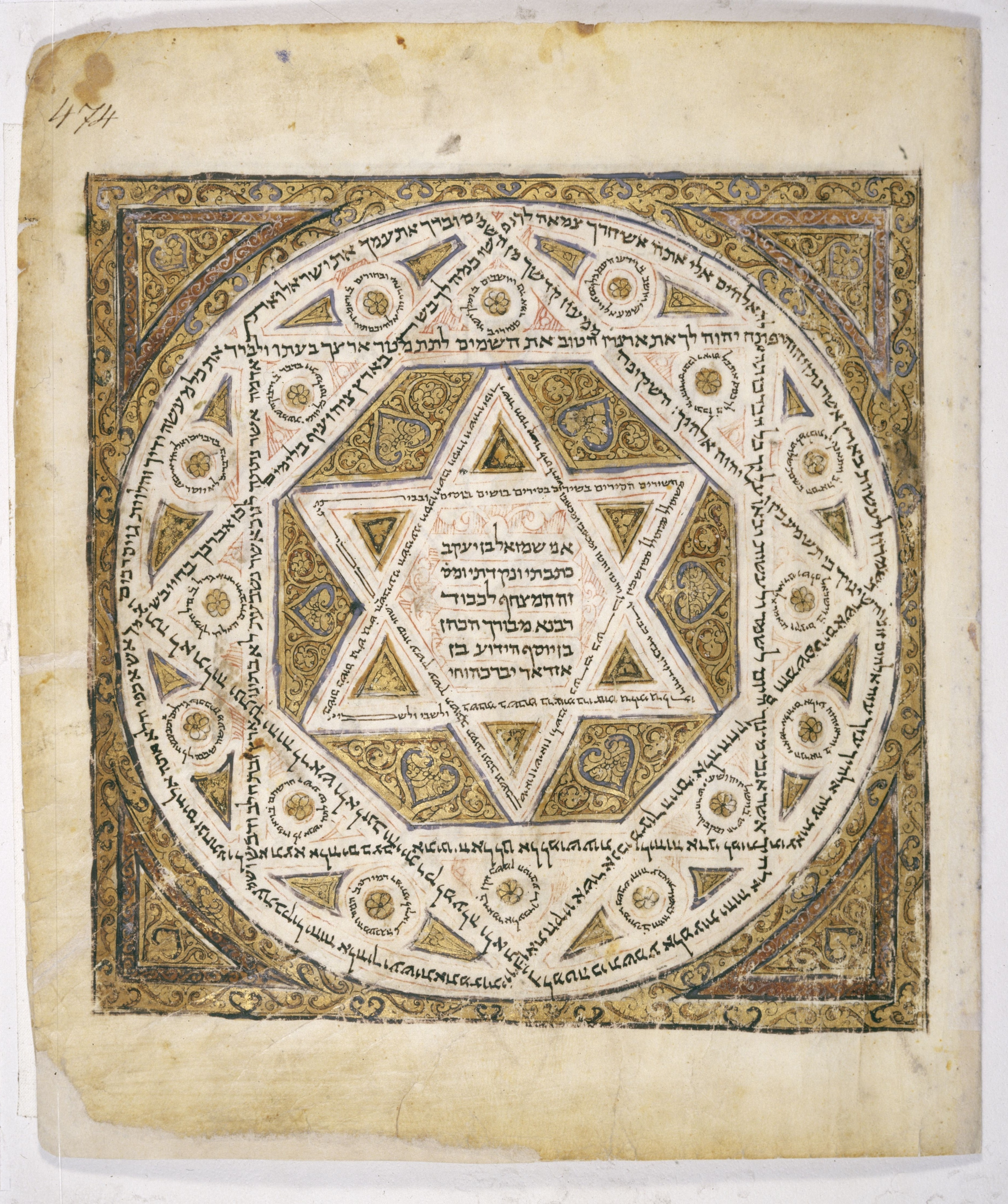
Leningrad-Codex, jüdisches Teppichblatt